# إقليم جنوب مورافيا
إقليم جنوب مورافيا (بالتشيكية: Jihomoravský kraj) هو إقليم يقع في جنوب شرق جمهورية التشيك، تبلغ مساحة الإقليم 7,196.5 كيلو مترا مربعا فيما يبلغ عدد السكان حسب إحصاء عام 2007 نحو 1,132,563 نسمة، العاصمة الإدارية لإقليم جنوب مورافيا هي مدينة برنو.

## المقاطعات
يقسم الإقليم إلى 7 مقاطعات وهي:
- مقاطعة بلانسكو Okres Blansko
- مقاطعة برنو-المدينة Okres Brno-město
- مقاطعة برنو-الريف Okres Brno-venkov
- مقاطعة بريتسلاف Okres Břeclav
- مقاطعة هودونين Okres Hodonín
- مقاطعة فيشكوف Okres Vyškov
- مقاطعة زنويمو Okres Znojmo

## اقرأ أيضاً
- مورافيا